# Nate Grimes
Nathanial Paul Grimes, detto Nate (Las Vegas, 1º maggio 1996), è un cestista statunitense.